# Anthony Bonaccurso
Anthony Bonaccurso (* 28. November 1975 in Sunshine) ist ein ehemaliger australischer Rollstuhltennisspieler und Skirennläufer.

## Karriere

### Ski Alpin
Er nahm 1998 an den Paralympischen Winterspielen in Nagano teil. Dabei trat er in drei Disziplinen im Ski Alpin an, sein bestes Resultat war ein 17. Platz.

### Rollstuhltennis
Anthony Bonaccurso begann im Alter von 19 Jahren mit dem Rollstuhltennis und startete in der Klasse der Paraplegiker.
Er nahm 2004 an den Paralympischen Spielen in Athen teil. Im Achtelfinale der Einzelkonkurrenz unterlag er Stephen Welch in zwei Sätzen. Die Doppelkonkurrenz verlief deutlich erfolgreicher für ihn und seinen Partner David Hall, als sie das Halbfinale gegen Shingo Kunieda und Satoshi Saida erreichten. Sie verloren die Partie in drei Sätzen. Das anschließende Spiel um Platz drei und damit die Bronzemedaille gewannen sie gegen Robin Ammerlaan und Eric Stuurman.
In der Weltrangliste erreichte Anthony Bonaccurso seine besten Platzierungen jeweils mit Rang 16 im Einzel und Doppel. Im Einzel gelang ihm dies erstmals am 18. August 2003 sowie im Doppel am 16. Mai 2005. Sein letztes Turnier bestritt er im April 2009.